# بلنجر

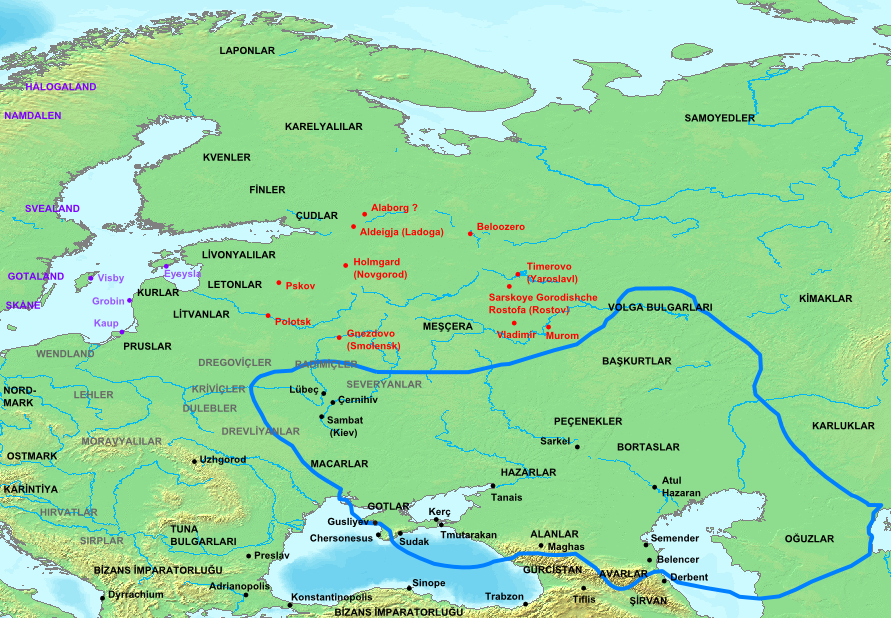
نقشه بلنجر

بَلَنجَر یا برنجر نام شهری سدهٔ میانه‌ای در قفقاز شمالی بود. این شهر میان شهرهای دربند و سمندر جای‌داشته‌است. شکوفایی این شهر میان سده‌های هفتم تا دهم میلادی بوده‌است.

## تاریخچه
تاریخنویسانی مانند ابن فقیه، سمعانی و ابوالفدا بنیادگذار این شهر را چهره‌ای اسطوره‌ای به نام بلنجر بن یافث دانسته‌اند. در دهه ۶۳۰ (میلادی) این شهر پایتخت برنجرها بوده‌است. در زمان پادشاهی خسرو انوشیروان این شهر به دست ساسانیان افتاد. سپس در حدود ۶۵۰ بخشی از خزرستان گشت تا اینکه در دهه ۷۲۰ (میلادی) پایتخت خزرها شد. عرب‌های مسلمان به فرماندهی عبداالرحمان بن ربیه در نبرد بلنجر در دههٔ ۶۵۰ شکست خوردند و از دستیابی بدین شهر ناکام ماندند. در حدود ۷۲۲ میلادی باز عرب‌ها و این بار امویان لشکری را به فرماندهی جراح بن عبدالله حکمی از قفقاز گذراندند و به بلنجر تاختند و سرانجام بر این شهر دست یازیدند و بیشتر مردمان آن را کشتند و کسانی که جان به در بردند به دیگر شهرها گریختند. عرب‌ها از این شهر غنیمت‌های بسیاری به دست‌آوردند. پس از آن شهر بازسازی شد ولی دیگر پایتخت خزرستان نبود. با این همه تا پایان عمر دولت خزرها این شهر اهمیت خود را نگاه‌داشت تا اینکه در حدود ۱۱۰۰ میلادی از صحنهٔ تاریخ محو گشت. جای راستین آن هنوز به درستی آشکار نیست.